# Starosedlský Hrádek
Starosedlský Hrádek település Csehországban, a Příbrami járásban. Starosedlský Hrádek Nestrašovice, Tochovice, Horčápsko, Tušovice és Březnice településekkel határos. Lakosainak száma 148 fő (2024. január 1.).

## Népesség
A település lakosságának változását az alábbi diagram mutatja:
| Lakosok száma | 368  | 357  | 316  | 206  | 182  | 143  | 137  | 137  | 136  | 148  |
|               | 1869 | 1890 | 1921 | 1950 | 1980 | 2001 | 2017 | 2019 | 2022 | 2024 |